# Спортивное сооружение

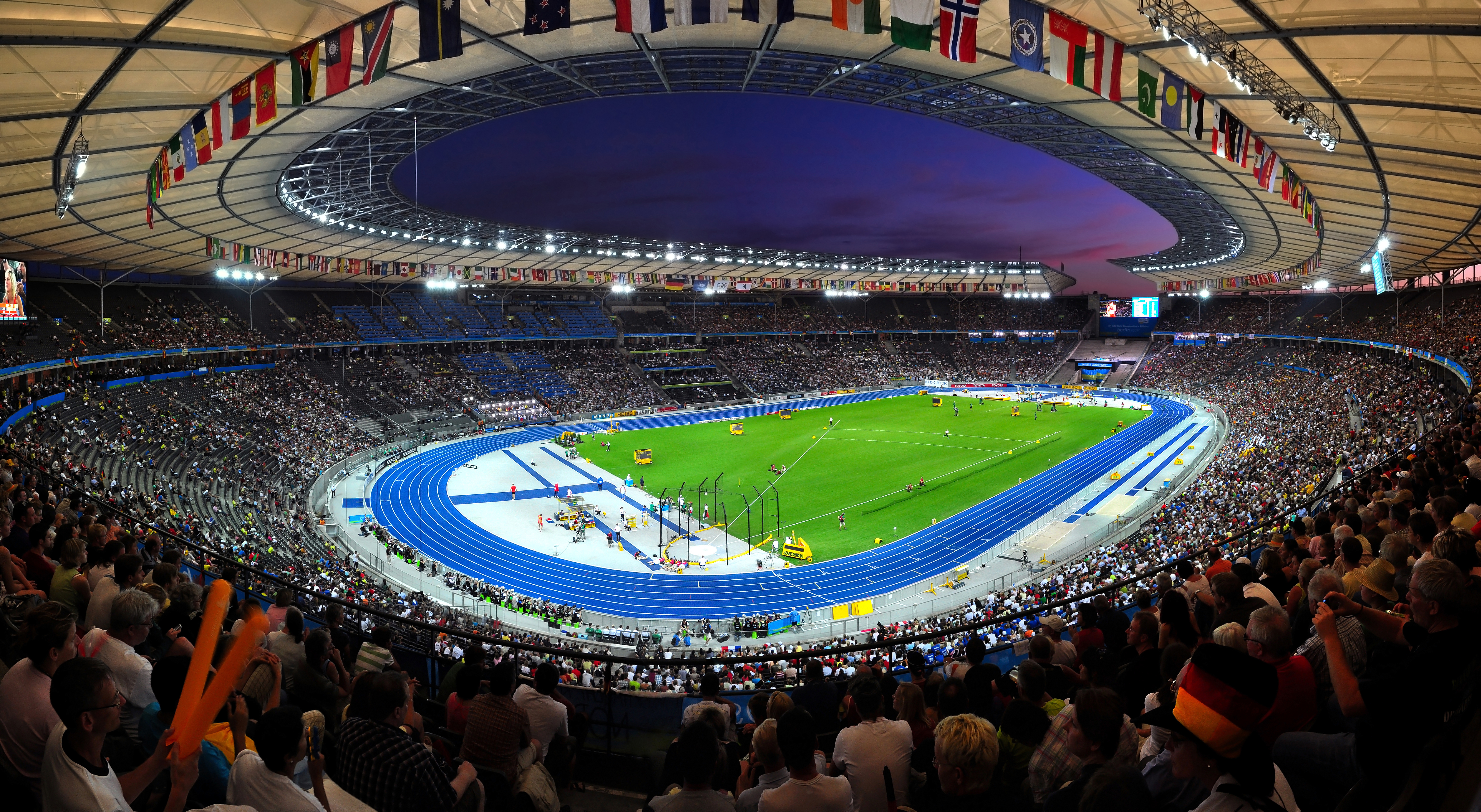
Олимпийский стадион в Берлине

Спортивное сооружение — соответственно оборудованное сооружение крытого или открытого типа, обеспечивающее возможность проведения спортивных соревнований, учебно-тренировочного процесса, физкультурно-оздоровительных и спортивно развлекательных работ по различным видам спорта. Сооружение (помещение), размеры которого соответствуют требованиям строительных норм и правил к спортивным сооружениям.

## Классификация спортивных сооружений

### По назначению
- Спортивно-зрелищные сооружения — сооружения, имеющие специальные места для зрителей, представляющих собой трибуны или отдельные ряды при обеспечении нормальной видимости и необходимых условий эвакуации (в помещении — 50 и более; на открытом воздухе — 1500 и более). К ним относятся стадионы, Дворцы спорта, универсальные площадки, велодромы, автомотодромы, лыжные и горнолыжные стадионы и другие спортивные сооружения, имеющие трибуны, скамейки, стулья, места для стояния.
- Учебно-тренировочные сооружения — сооружения, предназначенные для учебно- тренировочного процесса. К учебно-тренировочным сооружениям относятся спортивные базы школ, высших и средне специальных учебных заведений и учебно-тренировочные центры подготовки спортсменов высших разрядов. Независимо от наличия зрительских мест все сооружения для гребного, парусного, лыжного, горнолыжного, санно- бобслейного, стрелкового, конькобежного, конного (за исключением ипподромов), шахматного и шашечного спорта относятся к учебно-тренировочным.
- Физкультурно-оздоровительные сооружения — сооружения, предназначенные для проведения физкультурно-оздоровительных работ и активного отдыха населения. Физкультурно-оздоровительная работа осуществляется на всех сооружениях, где занятия не требуют специальной подготовки и не представляют опасности для жизни и здоровья занимающихся.

### По архитектурно-планировочным особенностям
- Специально построенные спортивные сооружения — сооружения, построенные по специально разработанному архитектурному проекту, согласно строительным нормам, на специально отведенном земельном участке.
- Приспособленные спортивные сооружения — сооружения, построенные при несоблюдении строительных норм по спортивным сооружениям, которые переоборудованы под спортивные сооружения.
- Отдельно стоящие — здания сооружений, построены отдельно.
- Встроенные — сооружения встроены в здания спортивного или другого назначения.
- Объёмные спортивные сооружения — все крытые спортивные сооружения: спортивные залы, Дворцы спорта, крытые бассейны и манежи.
- Плоскостные спортивные сооружения — спортивные поля, конькобежные дорожки, лыжные и горнолыжные трассы и др.
- Отдельные — сооружения, предназначенные для одного вида спорта (специализированные залы, бассейны с одной ванной, площадки по видам спорта, поля для футбола, регби, хоккея на траве, бейсбола, конного спорта, стрельбы из лука, легкоатлетические и конькобежные дорожки, лыжные и горнолыжные трассы, лыжные трамплины, санно-бобслейные трассы, велотреки, конные манежи, стрелковые тиры, стрелково-охотничьи стенды и др.).
- Комплексные спортивные сооружения — сооружения, состоящие из нескольких отдельных спортивных сооружений, объединенных общностью территории или размещенных в одном здании (стадионы, Дворцы спорта, бассейны с несколькими ваннами, комплексные площадки, многозальные спортивные корпусы и другие спортивные сооружения подобного типа).

### По объёмно планировочной конструкции
- Открытые спортивные сооружения — сооружения, в которых соревнования и учебно-тренировочные занятия проводятся под открытым небом.
- Крытые спортивные сооружения — сооружения, в которых соревнования и учебно-тренировочные занятия проводятся в крытых залах, манежах, бассейнах, Дворцах спорта и т. п. Сооружения с навесом, в которых соревнования и учебно-тренировочные занятия проводятся на открытом воздухе, относятся к крытым сооружениям.

## Структура спортивных сооружений
Каждое отдельное спортивное сооружение структурно состоит из трёх элементов: основного сооружения (объекта), вспомогательного сооружения и сооружения для зрителей.
Основное сооружение — сооружение, где непосредственно проходят соревнования и учебно-тренировочные занятия. Объемно-планировочные размеры, покрытия, разметка и оборудование основного сооружения должны соответствовать государственным строительным нормам, правилам соревнований соответствующих спортивных федераций и действующему табелю спортивного оборудования и инвентаря спортивных сооружений.
Вспомогательные спортивные сооружения — сооружения, предназначенные для обслуживания занимающихся и участников соревнований. К вспомогательным сооружениям относятся помещения для обслуживания занимающихся, помещения и сооружения инженерно-технических служб, хозяйственные и подсобные, административные, врачебно-медицинские, предназначенные для судей, представителей СМИ, сотрудников органов безопасности (пожарной охраны и милиции).
Сооружения для зрителей — трибуны (стационарные или трансформируемые), ряды сидений (стульев, скамеек) и места для стояния, располагаемые у основного сооружения (спортивного ядра, поля, площадки, зала, бассейна и т. д.) и другие помещения для обслуживания (павильоны, фойе, буфеты, кафе, санузлы и т. п.).

## Примеры спортивных сооружений
- Стадион
- Футбольное поле
- Каток
- Хоккейная площадка
- Теннисный корт
- Беговая дорожка
- Тренажёрный зал
- Плавательный бассейн
- Волейбольная площадка
- Трамплин
- Трасса для бобслея
- Автодром
- Скейтпарк

### Нормативная литература
ГОСТ
- ГОСТ Р 56199-2014 Объекты спорта. Требования безопасности на спортивных сооружениях образовательных организаций.

Свод правил
- СП 31-115-2006 Открытые плоскостные физкультурно-спортивные сооружения.
  - СП 31-115-2008 Открытые физкультурно-спортивные сооружения. Часть 3. Лыжные виды спорта.
  - СП 31-115-2008 Открытые физкультурно-спортивные сооружения. Часть 4. Экстремальные виды спорта.
- СП 390.1325800.2018 Здания и сооружения спортивно-адаптивных школ и центров адаптивного спорта. Правила проектирования.
- СП 440.1325800.2018 Спортивные сооружения. Проектирование естественного и искусственного освещения.
- СП 332.1325800.2017 Спортивные сооружения. Правила проектирования.
- СП 397.1325800.2018 Здания и сооружения конноспортивных комплексов. Правила проектирования.
- СП 418.1325800.2018 Здания и сооружения спортивные. Правила эксплуатации.

Нормативы цены строительства
- НЦС 81-02-05-2017 Укрупненные нормативы цены строительства. Сборник N 05. Спортивные здания и сооружения.
- НЦС 81-02-05-2012 Государственные сметные нормативы. Укрупненные нормативы цены строительства. Спортивные здания и сооружения.

Другое
- Правила устройства электроустановок (ПУЭ).
  - Глава 7.2. Электроустановки зрелищных предприятий, клубных учреждений и спортивных сооружений.
- ППБ 0-148-87 Правила пожарной безопасности для спортивных сооружений.
- СТО НОСТРОЙ 2.35.153-2014 Зелёное строительство. Спортивные здания и сооружения. Учет особенностей в рейтинговой системе оценки устойчивости среды обитания.
- Об утверждении инструкции о мерах пожарной безопасности на территории, в зданиях, сооружениях и помещениях Министерства спорта Российской Федерации.